# Strada statale 74 (Polonia)
La strada statale 74 (sigla DK 74, in polacco droga krajowa 74) è una strada statale polacca che attraversa il Paese da Sulejów a Zosin.